# Felix Saul
Felix Saul (* 22. Dezember 1883 in Preußisch Stargard; † 17. November 1942 in Stockholm) war ein schwedischer Musikpädagoge, Kantor und Chordirektor deutscher Herkunft.

## Leben und Werk
Saul studierte von 1899 bis 1904 am Lehrerseminar in Münster. 1904 wurde er Kantor und Chordirektor an der Düsseldorfer Synagoge. 1909 zog Saul mit seiner späteren Frau Margareta Cohn nach Stockholm und wurde dort Oberkantor. Er arbeitete in dieser Gemeinde bis 1932, bis er aufgrund eines Streites mit dem Gemeindeleiter sein Amt aufgab.
Gleichzeitig lehrte er an mehreren Musikschulen und Konservatorien. Er gründete 1917 die Stockholmer Musikgesellschaft. 1919 wurde Saul schwedischer Staatsbürger. 1919/1920 wirkte er als Musikkritiker für das Dagens Nyheter und 1927 bis 1937 für das Folkets Dagblad Politiken. 1925 gründete er den Schwedischen musikpädagogischen Verband. Er gab mit dem Komponisten Wilhelm Peterson-Berger von 1926 bis 1929 die Zeitschrift Musikkultur heraus.